# Carola Karg
Carola Berta Karg (* 16. Oktober 1910 oder 16. Juni 1910  in Wolfratshausen; † 12. August 1985 in Berlin oder München) war eine deutsche Kommunistin und Widerstandskämpferin. Sie setzte sich unter anderem für eine Zusammenarbeit von Jugendkommunisten und Jugendkatholiken gegen den Nationalsozialismus ein und verteilte Flugblätter, die sich gegen das NS-Regime wendeten. Nach 1945 setzte sie sich für die Aufarbeitung der NS-Zeit und der Weitergabe der Geschehnisse sowie der Lehren, die daraus gezogen werden konnten, ein.

## Leben
Karg wurde als neuntes von elf Kindern des Kutschers Matthias Karg und seiner Frau Anna in Wolfratshausen geboren. Kurz nach ihrer Geburt zog die Familie nach München, wo Karg auch von 1916–1924 zur Volksschule ging. Direkt nach dem Besuch der Schule lernte sie den Beruf Verkäuferin.

### Politische Betätigung vor 1933
Bereits 1924 wurde sie Mitglied des Zentralverbands der Angestellten (Gewerkschaft), kurze Zeit später der Sozialistischen Arbeiter-Jugend. 1926 trat sie dem Kommunistischen Jugendverband Deutschlands (KJVD) bei und zwei Jahre später der Kommunistischen Partei Deutschlands (KPD). Ihr Vater missbilligte ihre Tätigkeiten und versuchte sie von der Jugendgruppe fernzuhalten, indem er sie einsperrte. 1930 ging sie, um eigenständiger arbeiten zu können, nach Halle-Meersburg. Dort arbeitete sie als Stenotypistin in der Bezirksleitung der KPD Halle. Ein Jahr später wurde sie nach Moskau delegiert, um dort die Leninschule zu besuchen und sich mit Inhalten des Marxismus auseinanderzusetzen. Nach ihrem Aufenthalt in Moskau übernahm Karg im Sommer 1932 zunächst Aufgaben des Zentralkomitees des Kommunistischen Jugendverbandes Deutschlands in Berlin, bevor sie im Herbst 1932 in dieses Zentralkomitee des KJVDs  kooptiert wurde.

### Widerstand
Nach dem Verbot des KJVDs durch die Nationalsozialisten im Jahr 1933 ging sie in den politischen Untergrund und arbeitete in der Illegalität weiter. Dort verfolgte Karg mit den anderen im Untergrund arbeiteten KPD-Mitgliedern das Ziel, die KPD genauso  durchorganisiert aufzubauen, als sei sie nicht verboten. Außerdem leistete sie Aufklärungsarbeit für die Jugend über die Hintergründe der Machtübernahme des NS-Regimes. Anfang 1933 wurde sie zur Bezirksleiterin des Bezirks Thüringen gewählt, den sie bis Juli unter dem Decknamen Klara Mathies leitete. In dieser Zeit arbeitete sie mit ihrem Verlobten Hans Scholz zusammen, der jedoch kurze Zeit später verhaftet und am 14. Oktober 1933 bei einem Gestapo-Verhör umgebracht wurde. Von Mitte Juli bis September 1933 übte sie leitende Funktionen im KJVD Bezirk Baden-Pfalz, ab Herbst 1933 im Bezirk Niederrhein aus. Kargs Leben und Arbeiten in der Illegalität gestaltete sich äußerst entbehrungsreich und war unter anderem von Angst, häufigen Quartierswechseln, Nächten im Freien und unzureichender Nahrungsversorgung geprägt. Im Laufe ihrer 3-monatigen Tätigkeit im Bezirk Niederrhein arbeitete sie eng mit dem katholischen Kaplan Joseph Cornelius Rossaint und dessen Widerstandsgruppe Sturmschar aus Düsseldorf-Eller zusammen. Rossaint half ihr in der Illegalität zu überleben, indem er ihr wiederholt eine Unterkunft und Verpflegung zur Verfügung stellte. In seiner Wohnung fand am 1. November 1933 ein Treffen Kargs mit anderen Oppositionellen statt. Sie vermittelte ihm auch das illegale erste Braunbuch. Am 30. Januar 1934 folgte eine weitere Zusammenkunft zwischen ihr, Rossaint und anderen katholischen und kommunistischen Widerstandskämpfern. Bei diesem wurde ein Aufruf an die deutsche Jugend verfasst, der die Notwendigkeit aufzeigte, sich gegen das NS-Regime zu wehren. Dieser sollte sowohl von leitenden Personen des KJVD als auch der Sturmschar unterschrieben und als Flugblatt in Deutschland verteilt werden.

### Gefangenschaft
Wenige Stunden nach dem Treffen wurde Karg am Düsseldorfer Hauptbahnhof von der Gestapo verhaftet. Zu diesem Zeitpunkt trug sie unzählige Flugblätter mit sich, die sich gegen das Regime wendeten. Sechs Wochen wurde Karg daraufhin verhört, bevor sie ab Mitte März in Untersuchungshaft kam. Während dieser Verhöre wurde sie schwer gefoltert und misshandelt, verriet ihre Mitstreiter jedoch trotzdem nicht. Ihre Meinung, dass das NS-Regime für die Jugend Unheil bringen würde, indem es in einen Zweiten Weltkrieg führt und daher dagegen gekämpft werden solle, äußerte sie jedoch offen vor Gericht. Am 25. Juni 1935 wurde sie wegen „Vorbereitung zum Hochverrat“ zu 15 Jahren Zuchthaus verurteilt, von denen sie 5,5 Jahre in strenger Isolationshaft unter schlechten Haftbedingungen verbringen musste. Am 18. Juli 1935 kam sie in das Frauenzuchthaus Jauer bei Schlesien, ab dem 15. Februar 1938 war sie Gefangene im Zuchthaus Waldheim. Sowohl Karg als auch ihre Eltern versuchten von 1939 bis 1942 erfolglos durch Gnadengesuche die Haftzeit zu verkürzen. Während ihrer Gefangenschaft konnte Karg den Kontakt zu ihrer Familie halten, die ihr immer wieder Handarbeitsmaterialien schickten. Mit diesen fertigte Karg verschiedene Kleinigkeiten an, wie zum Beispiel ein Kissen, auf dem die Pflanzenart Alpen-Edelweiß zu sehen ist. Insgesamt wurde Karg nach ihrem eigenen Prozess noch 153 Mal verhört und in mehreren Prozessen als Zeugin geladen. Einer der Prozesse, bei denen sie aussagen musste, war der Berliner Katholikenprozess, bei dem Kaplan Rossaint Hauptangeklagter war.

### Zeugin im Berliner Katholikenprozess
Zwei Jahre nach ihrer Verhaftung, im Januar 1936, erfuhr die Gestapo von der engen Zusammenarbeit Kargs mit der katholischen Jugendgruppe und Rossaint. Daraufhin wurde Karg im April 1937 als Zeugin aus dem Zuchthaus für den Berliner Katholikenprozess geladen, da sich die Gestapo dadurch eine stärkere Belastung des Hauptangeklagten erhoffte. Karg allerdings handelte – trotz Ausübung enormen Drucks durch den Gerichtspräsidenten und des Staatsanwaltes – entgegen den Erwartungen der Gestapo und entlastete Rossaint. So sagte sie zum Beispiel aus, dass die Verbreitung einer verbotenen Zeitschrift nach ihren Anweisungen erfolgte und nicht nach Rossaints. Außerdem widerlegte sie die Behauptung des Richters, dass Rossaint mit dem Kommunismus sympathisiert hätte, indem sie behauptete, dass seine Handlungen stets lediglich religiös motiviert gewesen seien.
Diese Zusammenarbeit zwischen den Kommunisten und den Katholiken wurde im Ausland von der kritischen Öffentlichkeit als besonders mutig aufgefasst, was auch daran lag, dass hier Personen mit konträren Weltanschauungen gemeinsam für den Frieden gehandelt haben.

### Leben nach 1945
Am 6. Mai 1945 wurde Karg durch die Rote Armee aus dem Zuchthaus Waldheim befreit. Nach ihrer Befreiung wirkte sie zunächst als KPD-Funktionärin in Chemnitz und Dresden, bevor sie Anfang 1946 nach Bayern zurückkehrte. Dort war sie als Sekretärin für Frauenarbeit der KPD-Landesleitung tätig. 1947 wurde sie Mitglied der neu gegründeten Vereinigung der Verfolgten des Naziregimes (VVN), zu deren Gründern unter anderem auch Rossaint zählte. Im selben Jahr hörte sie aufgrund von parteiinternen Auseinandersetzungen mit der hauptamtlichen Parteiarbeit auf, 1952 wurde sie wegen angeblichen Verrats während der Haftzeit von 1935–1945 aus der Partei KPD ausgeschlossen. Hintergrund hierfür waren Gnadengesuche von Karg aus den Jahren 1940/41, in denen sie um eine vorzeitige Haftentlassung bat. Aus diesen könnte – laut der Partei – herausgelesen werden, dass sie ihre antifaschistische Einstellung abgelegt habe. Außerdem wurden auch Aussagen aus einem Verhör im Jahr 1936 und ihr Verhalten im Zuchthaus Waldheim ab 1943 gegen sie verwendet. Bereits 1947, kurz nach der Einstellung der Arbeit für die Partei, bot ihr Rossaint an, bei dem Aufbau des von ihm gegründeten Bundes christlicher Sozialisten  mitzuhelfen. Bis 1949 übernahm sie hier Aufgaben der Geschäftsführung. Ab 1950 arbeitete sie als Landessekretärin für die VVN.  Zwei Jahre später konnte die KPD jedoch durchsetzen, dass sie diese Arbeit, aufgrund der innerparteilichen Konflikte, nicht mehr ausführen darf. 1958 gelang es Karg, die Anschuldigungen zu widerlegen, und 1969 trat sie  – trotz der Enttäuschung über den Ausschluss – der Deutschen Kommunistischen Partei bei. Außerdem setzte sie ihre Tätigkeit für die VVN fort und übernahm dort Aufgaben im Landesvorstand in Bayern.
Neben ihrer Arbeit in der Münchner Stadtverwaltung, die sie ab 1953 bis zu ihrer Pensionierung im Jahr 1970 ausführte, setzte sie sich außerdem zeitlebens für die Aufarbeitung und Weitergabe der Geschichte des Widerstands gegen den Nationalsozialismus ein. So ist Karg Mitgründerin der 1963 entstandenen Arbeitsgemeinschaft Bayerischen Verfolgtenorganisationen (ABV), die sich für die Erforschung der Geschichte einsetzte. Außerdem war sie, zusammen mit dem Präsidenten der VNN und Mitgliedern der ABV, an der Konzeption der ersten Ausstellung in der Bundesrepublik beteiligt, die sich dem Thema „Antifaschistischer Widerstand 1933–1945“ widmete. Sie war darüber hinaus eine der Initiatorinnen und Gestalterinnen der Ausstellung „Widerstand und Verfolgung in Bayern 1933-1945“, die am 9. November 1975 im Münchner Stadtmuseum eröffnet wurde. Bis zu ihrem Tod im Jahr 1985 begleitete sie die Ausstellung „Widerstand und Verfolgung in Bayern 1933-1945“ durch 52 Städte und bot als Zeitzeugin zahlreiche Führungen für Schulklassen und Jugendgruppen an.
Karg starb am 12. August 1985 im Alter von 75 Jahren. Das Vorhaben, ihre eigene Biographie zu schreiben, konnte sie bis dato nicht vollenden, weshalb nur die bis dahin fertiggestellten Teile veröffentlicht werden konnten.

## Nachwirkungen
Der Studienkreis Deutscher Widerstand 1933–1945 hat 2016 die Ausstellung „Nichts war vergeblich“ erstellt, um den Mut einzelner Frauen, u. a. auch Carola Kargs, im Widerstand zu würdigen.

## Publikationen
- Carola Karg: Mein Kampf gegen die braune Diktatur. In: Richard Löwenthal, Patrik von zur Mühlen (Hrsg.): Widerstand und Verweigerung in Deutschland 1933 bis 1945. Verlag J.H.W. Dietz Nachf., Berlin/Bonn 1984, ISBN 3-8012-3008-2, S. 102–109.
- Carola Karg: Alltag einer Illegalen. In: Information. Repression und Verführung im NS-Alltag, Nr. 14, 1980, S. 6–8.
- Carola Karg: Alltag einer Illegalen. Aus einem Erlebnisbericht. In: Klaus Drobisch, Gerhard Fischer (Hrsg.): Widerstand aus Glauben. Christen in der Auseinandersetzung mit dem Hitlerfaschismus. Union Verlag, Berlin 1985, ISBN 978-3-7705-2282-8, S. 53–58.